# Boys & Girls (canción de Martin Solveig)
«Boys & Girls» es una canción de música electrónica interpretada por el disc jockey y productor francés Martin Solveig, perteneciente a su quinto álbum de estudio Smash. Cuenta con la voz de la banda de electropop canadiense Dragonette.

## Formatos
- Versión del Reino Unido (CD)[1]

1. "Boys & Girls (Edición Original)" - 3:44
2. "Boys & Girls (Extendida)" - 6:23
3. "Boys & Girls (Remix de David E. Sugar)" - 5:29
4. "Boys & Girls (Remix Les Petits Pilous)" - 4:29
5. "Boys & Girls (Remix Laidback Luke)" - 5:38

## Posición
| País (2009) | Lista | Mejor posición | Ref.  |
| ----------- | ----- | -------------- | ----- |
| Bulgaria    | IFPI  | 21             | [ 2 ] |
| Francia     | SNEP  | 17             | [ 3 ] |